# Camille Ruff
Pour les articles homonymes, voir Ruff.

Camille, Georges Ruff, né le 27 juillet 1898 à Strasbourg, est un résistant alsacien pendant la Seconde Guerre mondiale. Il est responsable du secteur Strasbourg-campagne au sein de l'organisation du docteur vétérinaire Charles Bareiss. Capturé par les Allemands, il se suicide le 9 juillet 1942  en détention.

## Biographie
Au début de la Seconde Guerre mondiale, Camille Ruff est fondé de pouvoir aux établissements Simon-Loeb à Strasbourg, il réside à Eckbolsheim. Il rejette l'annexion de fait de l'Alsace et sa nazification.
Il est président du « Boxer-Club » de Strasbourg au sein duquel il crée, dès l'été  1940, un des premiers groupes de résistance organisée à Strasbourg. Les clubs canins  sont répertoriés comme « associations sportives » par les autorités nazies et donc considérés comme étant apolitiques. Ils n'ont pas été interdits par les Allemands et sont moins surveillés. Leurs membres peuvent se réunir en toute liberté pour discuter sur le dressage des chiens. Camille Ruff est à l'origine de l'idée d'utiliser les clubs canins comme couverture et d'y développer des groupes de résistance.
Au début du mois de décembre 1940 il rencontre l'assureur Robert Falbisaner, président de « l'Airedale-Club » qui a, avec son adjoint Louis Schott du « club des Bergers-Allemands », constitué un groupe de résistance. Les membres se réunissent régulièrement à la brasserie du Grand Kléber (Schutzenberger). Les deux groupes se fédèrent sous la direction du docteur vétérinaire Charles Bareiss en janvier 1941.
Au sein de l'organisation Bareiss, Camille Ruff prend la responsabilité du secteur Strasbourg-Campagne. Il a comme agent de liaison son fils Jacques.
Initialement travaillant pour les Services de Renseignements de Vichy, fin  1941 l'organisation clandestine du docteur Bareiss devient le mouvement gaulliste d'Alsace et de Lorraine. Un stock d'armes et de munitions est caché près de la maison de Camille Ruff et un autre chez Henri Berger. Le 1er juillet 1942 quand il apprend l'arrestation du docteur Bareiss et de certains dirigeants de l'organisation, il demande à son fils Jacques et à Henri Berger d'immerger les armes et les munitions dans le canal de la Bruche. De son côté, Camille Ruff démonte un séchoir à linge construit avec des tubes de conduite d'eau. Dans les tuyaux, il cache ses archives dont la liste des membres de l'organisation puis il remonte le séchoir. Ces documents seront retrouvés intacts à la libération.
Le 3 juillet 1942 Camille Ruff est arrêté en même temps que les autres chefs de secteur de l'organisation. Il est transféré à la prison d'Offenbourg.
Le 9 juillet 1942 il est retrouvé mort dans sa cellule. Il s'est pendu à un barreau de la fenêtre avec une paire de lacets reçus la veille dans un colis de sa famille et qui avaient échappé au contrôle des gardiens. En se donnant la mort, Camille Ruff protège les membres de son groupe qui ne seront jamais découverts par la Gestapo.
Le corps est transféré à la morgue du cimetière d'Offenbourg, il est rendu le 12 juillet 1942 à sa famille. Camille Ruff est inhumé le 13 juillet 1942 au cimetière d'Eckbolsheim en présence d'une grande partie de la population. Le lendemain matin, 14 juillet, sa tombe est entièrement recouverte de fleurs bleues, blanches et rouges.

## Reconnaissances

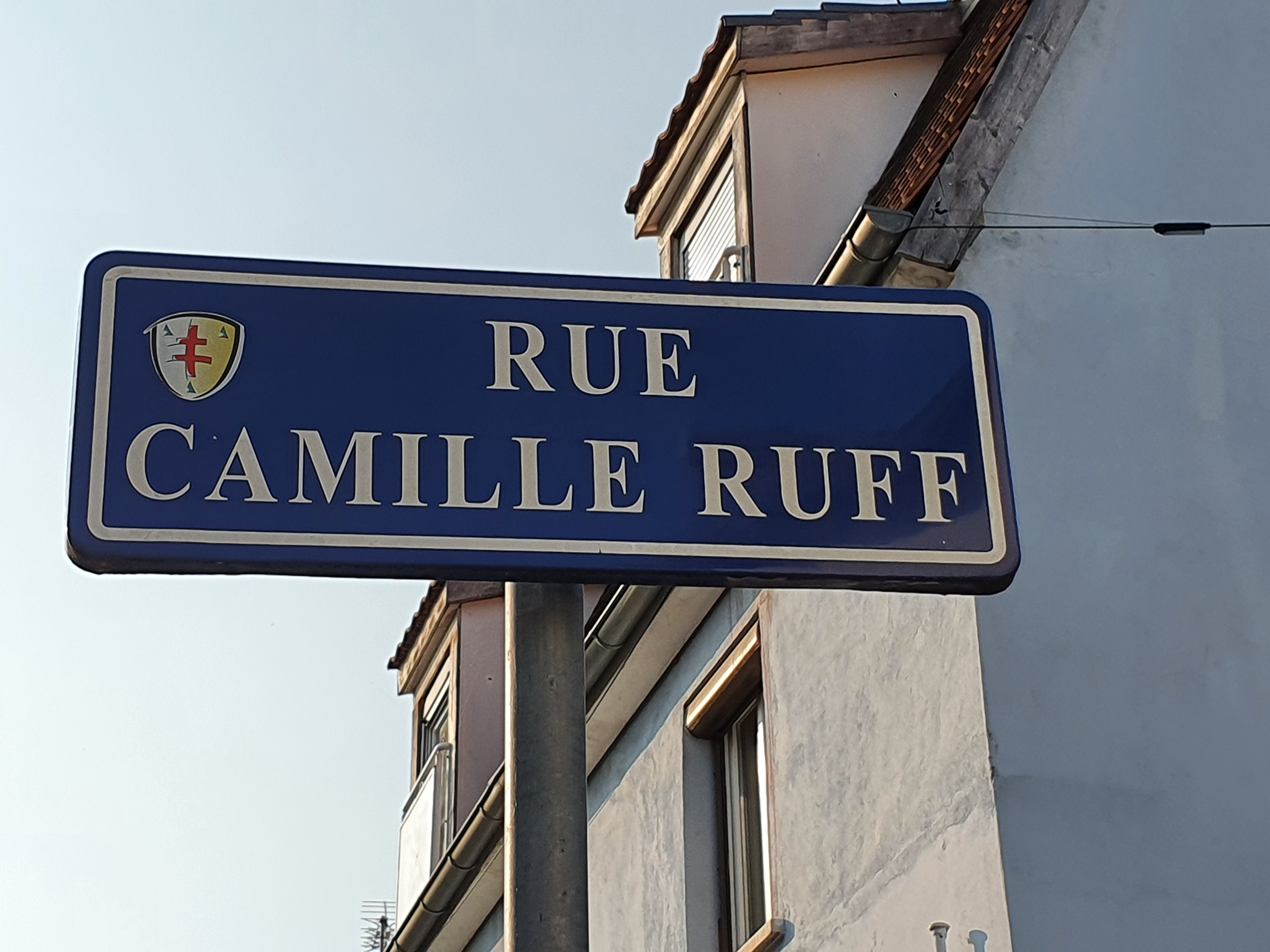
Plaque de la rue Camille Ruff à Eckblosheim

- Plaque de la rue Camille Ruff à EckblosheimUne rue porte son nom à Eckbolsheim[7].

## Distinctions
Il est reconnu « mort en déportation ».
 Médaille de la Résistance française par décret du 12 juillet 1963.